# الزكارة
زكارة أو زگارة أو بني زكار (بالأمازيغية: ⵉⵎⴰⵢⴻⵏ) هي قبيلة أمازيغية تنتشر انتشارا واسعا بالشمال الأفريقي، وهي بطن من بطون قبيلة هوارة الأمازيغية إحدى قبائل أوريغة. منهم من يستوطن المنطقة الشرقية بالمغرب نواحي وجدة وبمنطقة جبالة، ومنهم شعب أزگار الرحل (يُنطق اسمهم أيضا "أجر، أزدجر") وهم من هوارة الملثمين سكان إقليم تاسيلي ن آجر (تاسيلي ن اَزگار)، الممتد في جنوب الجزائر وليبيا، وإليهم ينسب جبل زكار في الجزائر. وتشكل زكارة مع هقارة طوارق إموشاغ، ويطلق نُبلاء أزگار على أنفسهم إلى اليوم لقب "إوراغن"، ومعناها "بنو أوريغ"، و "أوريغ" هو والد هوار.

## أصل القبيلة
ذكر ابن خلدون أن زكارة من بطون هوارة حسب النسابة البربر حيث قال:
«ومن بطون هوارة بنو كهلان ويقال أن مليلة من بطونهم وعند النسابة البربر من بطونهم غريان وورغة وزكارة ومسلاتة ومجريس».
كما يقول عبد الوهاب بنمنصور في كتابه "قبائل المغرب" عن قبيلة زكارة:
«ومن ولد هوار بن أوريغ قبائل بني كهلان التي هي زكارة يوجدون بناحية شرشال والأصنام بالمغرب الأوسط، وبجبال الهبط بالمغرب الأقصى».
وقال عنها أيضا المؤرخ المغربي قدور الورطاسي اليزناسني في كتابه "المطرب في تاريخ شرق المغرب":
«...مدينة اجرادة بقبيلة الزكارة التى يرجع أصلها إلى شعوب البرانس والزكارة فرع من شعب "أوريغة"، كما يطلق على أوريغة، قبيلة أو شعب هوارة تغليبا، وهم بنو أوريغ بن برنس والزكارة هي قبيلة البطل القائد بلعيد بن القائد رمضان صاحب ثورة 1916م...»
كما ذكرها الأستاذ مختار حساني ضمن القبائل التي تعيش بجبل الونشريس في الجزائر:
«ومن القبائل المحيطة بجبل الونشريس هوارة ومن بطونها زكارة التي ينسب إليها جبل زكار بدائرة مليانة»
ويعتبر المبشر الفرنسي أوغست مولييراس هو الوحيد الذي ذكر أن زكارة قبيلة زناتية وذلك في كتابه "Les Zkara" الذي نشره عام 1904م، وهو غلط عنده لأن نسابة البربر لم يذكروا قط أن زكارة من زناتة، بل ذكروا أن زكارة من هوارة، كما أنه لا وجود لبطن في زناتة يحمل اسم زكارة، ومما يؤكد انتماء قبائل أزگار إلى هوارة أن نُبلاء أزگار يطلقون على أنفسهم إلى اليوم لقب "إوراغن"، ومعناها "بنو أوريغ"، و "أوريغ" هو والد هوار. وحسب المؤرخ المغربي قدور الورطاسي اليزناسني فإن شعوب البرانس لم تستوطن شرق المغرب إلا بعد قرون، وزكارة التي هي من هوارة تنحدر من شعوب البرانس هذه، كما أن لهجتهم تختلف عن اللهجة اليزناسنية.

## اللغة والثقافة

### زكارة المغرب
ذكر المؤرخ المغربي قدور الورطاسي اليزناسني في حديثه عن قبيلة الزكارة بمدينة اجرادة، أن أهلها يتحدثون لهجة بربرية تختلف عن اللهجة اليزناسنية، ذلك لكون قبيلة زكارة من شعوب البرانس عكس قبيلة زناتة وبني يزناسن، ويقول:
«وأهلها يتحدثون "لهجة بربرية" تختلف عن اللهجة اليزناسنية، ويجب التذكير بأن شعوب البرانس لم تستوطن شرق المغرب إلا بعد قرون. فشعب أزناتة هو وحده الذي استقبل الإسلام في شخصية عقبة بن نافع الفهري عام 62 هجرية كما أن عرب شرق المغرب استوطنوه في عهد يعقوب المنصور، فشرق المغرب في الفتح: أزناتة وبنو يزناسن».
أغلب سكان القبيلة مسلمون، ومثلهم مثل أي قبيلة أمازيغية احترموا منذ فترة طويلة تقاليد الاجداد مثل وشم الأمازيغ للنساء. وقبل بضع سنوات، نظمت قبيلة الزكارة الموسم الذي سمي على اسمها في مستفركي (مقاطعة وجدة-انجاد)، وهو مهرجان شعبي على اراضيهم، تتخلله الاغاني والرقصات التقليدية (احيدوس، التبوردية...).

### زكارة الملثمين
تشكل زگارة مع هگارة طوارق إموشاغ، وهم أهل جبال الهقار وجبال الطاسيلي (أهگار وتاسيلي)، المنتشرون في الجزائر والنيجر وليبيا، ويطلق عليهم بالأمازيغية اسم توارگ، ويُسمون أنفسهم "إموهاغ"، وهي نفسها لفظة "إمازيغ"، ويسمون لغتهم "تاماهاقت"، وهي نفسها لفظة "تامازيغت"، ومفرد كلمة إموهاغ هو أمهاغ "أمازيغ".

## التاريخ
يعتبر شعب أزقار من هوارة الملثمين، وهم سكان إقليم تاسيلي ن اَجر، الممتد في جنوب الجزائر وليبيا، وقد ذكرهم الإدريسي في القرن 12م، فقال:
«ومن مدينة تساوة إلى قبيل من البربر في جهة المشرق نحو من اثني عشر يوما ويسمون آزقار وهم قوم رحالة وإبلهم كثيرة وألبانهم غزيرة وهم أهل نجدة وقوة وبأس ومنعة لاكنهم يسالمون من سالمهم ويميلون على من حاولهم وهم يصيفون ويربعون حول جبل يسمى طنطنه وفي محيطه من أسفله ينابيع وعيون مياه جارية ومناقع كثيرة تجتمع بها المياه وينبت عليها الحشيش كثيرا وإبلهم ترعى هناك وينتقلون منه إلى أمكنة من عاداتهم المقام بها».
وذكرهم ابن سعيد المغربي في القرن 13م فقال:
«وفي جنوبي فزان وودان مجالات أزگار وهم برابرة مسلمون أحذق خلق الله في خط الرمل، وفي جنوبه بالغرب من خط الإقليم الثالث جبل طنطنة، وهو كبير يمتد من الشرق إلى الغرب نحو ست مراحل. وفي شماليه عيون تنحدر منه وتحتها مروج ينبت فيها حشيش كثير يرتاده البرابرة والعربان وتقع الحرب عليه، وفي أسفله معدن حديد جيد».
وجبل طنطنة هو جبل تاسيلي ناجر (تاسيلي ن اَزگار). ويقول عنهم الرحالة ابن عبد المنعم الحميري:
«أزقار موضع قوم رحالة في بلاد السودان ألبانهم غزيرة وهم أهل نجدة وقوة ويسالمون من سالمهم ويميلون على من حاولهم، وأهل أزقار يذكر أهل المغرب الأقصى أنهم أعلم الناس بعلم الخط المنسوب إلى دانيال عليه الصلاة والسلام ليس يدرى بجميع بلاد البربر على كثرة قبائلها أعلم بهذا الخط من أهل أزقار».
وقد انخرط الزكاريون بشرق المغرب في سلك الحركة الصوفية التي تزعمها الشيخ أحمد بن يوسف الراشدي خلال الربع الأول من القرن السابع عشر، وقد عانت القبيلة من السمعة السيئة باعتبارها قبيلة معزولة وقاسية، وذلك راجع إلى تنافس أسلافهم مع القبائل المجاورة، وكذلك للصورة البدعية المروجة عنهم من قبل الخصوم كإنكار نبوة الرسول محمد صلى الله عليه وسلم ورفض التضحية وتفضيل الميتة عليها واستحلالهم لأكل الخنزير... هذه الاشاعات جعلت المستشرقين الفرنسيين يهتمون بالقبيلة بدعوى أنها قبيلة أمازيغية لا تدين بالأسلام. وتمت كتابة العديد من المقالات لهذا الغرض في فرنسا والولايات المتحدة سنة 1905، على وجه الخصوص من قبل اوغست مولييراس، الجندي الفرنسي المولود في الجزائر والكاتب المتحمس المدافع عن الاستعمار والاستشراق، والذي سيتم شطبه بعد سنوات قليلة من نشر الكتابة الالية على الزكارة. وفي عام 1907، حارب الزكارة أيضا مع مقاتلي المقاومة المغاربة الاخرين، خلال تهدية المغرب ضد المستعمرين الفرنسيين الذين استأنفوا احتلال وجدة بعد بضع سنوات من معركة ايسلي (1944) وبعد الحملة الاستكشافية ضد بني يزناسن (1859). وخلال الحرب الجزائرية، ساندت قبيلة الزكارة مقاتلي المقاومة الجزائرية من خلال المشاركة في المعارك ضد المستوطنين الفرنسيين. وقد كتب الباحث الفرنسي بلانيكس ارييل العديد من المقالات حول زكارة بهدف استعادة الحقيقة حول تاريخهم والادوات الاستعمارية التي انشيت تجاههم في بداية القرن العشرين.

## أنظر أيضا
- هگارة
- زغاوة
- هوارة
- أوريغة